# ブレックファスト・タイム (イギリスのテレビ番組)
『ブレックファスト・タイム（Breakfast Time）』は、イギリスのテレビで初の全国的な朝の情報番組で、1983年1月17日から1989年9月29日まで、英国放送協会（BBC）のメインチャンネル・BBC1で放送された。商業用の朝のテレビ番組制作会社・TV-amが『グッド・モーニング・ブリテン』でサービスを開始する2週間強前に初めて放送された。
1989年10月2日、後番組は『ブレックファストニュース』となった。

## 形式
『ブレックファスト・タイム』は、ハードニュースとアクセシブルな特集を組み合わせ、ソファと明るい色で居心地の良い雰囲気を作り出していた。プレゼンターは通常、普段のニュース放送とは対照的に、フォーマルなスーツではなくカジュアルな服を着ていた。フランク・ボウ、セリーナ・スコット、ニック・ロス (ラジオ・テレビプレゼンター)がアンカーを務め、ラッセル・グラント（占星術）や、レオタードの色から「グリーン・ゴッデス（Green Goddess）」と呼ばれたダイアナ・モランなどの常連客が出演した。
ニュースはデビー・リックスが担当したが、各地域は、短い地域ニュース番組を放送するために、毎時15分と45分毎にメイン番組を飛び降りた。当初、ロンドンとサウス・イーストの視聴者には、地域放送局の制作チームではなく、『ブレックファスト・タイム』のメインプレゼンターの1人から地域のニュースが提供されていた。これは、ロンドンとサウス・イースト向けの新しい地域ニュース番組『ロンドン・プラス』が番組中に地域ニュースの飛び降りを提供し始めた1985年秋まで続いた。
気象情報（「ウィンドウ・オン・ジ・ウェザー（Window On The Weather）」として知られている）はフランシス・ウィルソン (気象学者)が担当し、よりゆったりとした感じを持つことに番組の残りの部分を反映した。「ウィンドウ・オン・ジ・ウェザー」は、BBCの主要な気象情報で使用されていた古いスタイルの磁気ボードからの移行の約2年前に、実際に最新の投影スタイルのグラフィックを導入した。ウィルソンが番組の常駐気象プレゼンターであった間、マイケル・フィッシュ、ビル・ジャイルズ (気象学者)、イアン・マカスキルなどの他のプレゼンターがウィルソンの不在中に代理を務めた。
1983年1月17日の初回放送では、世界各国の放送局の朝のニュース・情報番組から放送開始をお祝いするビデオメッセージが披露された。このうち、日本からは、日本放送協会（NHK）『NHKニュースワイド』キャスターの森本毅郎が日本語で、サブキャスターの迫田朋子が英語でそれぞれ挨拶した。
| 「 | 森本:おはようございます。『NHKニュースワイド』の森本です。BBCのモーニングショーの放送開始おめでとうございます。 迫田:Good morning from NHK, Tokyo. Congratulations "BBC Breakfast Time". We hope everybody watching this programme. | 」 |

さらに同日、番組最初のスタジオゲストに、アメリカ・NBCニュース『トゥデイ』から、プレゼンターのジェーン・ポーリーが登場した。
番組は、平日6:30〜9:00まで放送された。1985年2月18日、放送時間枠を20分繰り下げ、6:50〜9:20までに変更された。
1986年11月10日、『ブレックファスト・タイム』がニュースデスクとスーツを着たプレゼンターと共にリニューアルされた。ジェレミー・パックスマンやカースティ・ウォーク等の強化されたジャーナリストがチームに加わり、番組は朝のニュース記事、特に政治ニュースの分析にそのトーンを移した。刷新した番組も後で開始され、7:00から放送され、8:30〜8:55までの間に終了した。

## TV-amとの比較
商業用朝のテレビ番組制作会社『TV-am』は2週間後にITVで開始された。TV-amの注目を集めるプレゼンターにもかかわらず、『ブレックファスト・タイム』は視聴者に人気があった。
同番組は特に、1984年の保守党会議でブライトンホテル爆破事件の継続的な生中継を放送した。一方、TV-amは、事件の報道が不十分であったとして放送当局から非難された。TV-amには会議を報道するスタッフが1人しかいなかったが、ウェンブリーでの列車事故を報道するためにロンドンに呼び戻された。ブライトンにはジョン・ステイプルトン (イングランドのジャーナリスト)だけがいて、ホテルのアーカイブ写真と共に彼の写真が画面に表示された状態で、公衆電話ボックスからのリポートをする必要があった。
TV-amとは異なり、『ブレックファスト・タイム』は平日のみ放送され、BBC1での週末朝の放送は、引き続き、通信制公立大学のオープン大学の番組で構成されていた。しかし、2回、当番組の週末版が放送された。ゼーブルッヘフェリーの悲劇とヒルズボロの悲劇の報道を提供することになっていた。

## オリンピック・ブレックファスト・タイム
1984年と1988年の夏季オリンピックは、『ブレックファスト・タイム』が放送されていた期間に開催され、ニュース、天気予報、地域のニュースを除いて、完全にオリンピックの報道に専念していた。1984年、時差は『オリンピック・ブレックファスト・タイム（Olympic Breakfast Time）』が一晩の試合のハイライトに引き継がれたことを意味した。フランク・ボウは、デイビッド・アイクが7:05、8:05、8:50で「オリンピック動向のサマリー」を提供する番組を担当した。1988年、『オリンピック・ブレックファスト・タイム』は現地時間の真昼間と一致したため、番組は生中継と夜間のハイライトを組み合わせた。スティーブ・ライダーは、デイビッド・アイクが6:30、7:30、8:30にオリンピックのサマリーを提供するプレゼンターだった。両ゲームの間、『オリンピック・ブレックファスト・タイム』も週末に放送されたが、1984年の日曜日版は7:00の遅い時間に始まった。週末版には、30分毎ではなく、1時間毎ではあるが、ニュースのサマリーも含まれていた。